# 인류의 유생연장

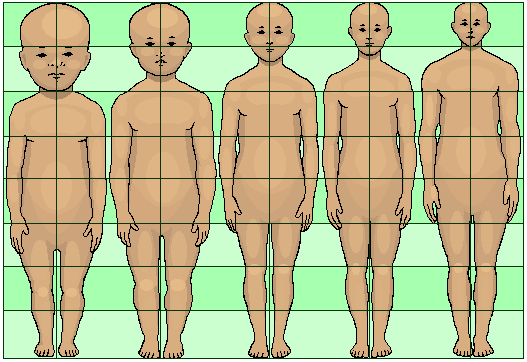
이 그림은 인간이 성숙함에 따라 머리가 비율적으로 더 작아지고 다리가 비율적으로 더 길어지는 것을 보여준다. 비율적으로 큰 머리와 비율적으로 짧은 다리는 성인의 유형성숙의 특징이다.

유생연장(neoteny)은 유년기적 특성이 성인이 되어서도 유지되는 것이다. 인간의 경우, 이러한 경향은 특히 비인간 영장류와 비교할 때 크게 증폭된다. 머리의 유생연장적 특징으로는 구형 두개골, 두개골의 얇음, 눈썹 융기의 감소, 큰 뇌, 납작하고 넓어진 얼굴, 털이 없는 얼굴, 머리(머리 위)의 털, 더 큰 눈, 귀 모양, 작은 코, 작은 이빨, 작은 위턱뼈와 아래턱뼈가 있다.

## 유생연장과 다른 시간대 발달
다른 시간대 발달(heterochrony)

배아 발달의 모든 과정의 시기 선택이나 속도의 변화인 다른 시간대 발달(heterochrony)의 여섯 가지 유형의 변화에 대한 그림. 빨간색인 앞으로 이동(predisplacement), 과형성(hypermorphosis), 가속(accelerate)은 발달 기간을 증가(증가 형성: peramorphosis); 파란색인 뒤로 이동(postdisplacement), 저형성(hypomorphosis), 감속(decelerate)은 발달 기간을 단축(어린이 형성: paedomorphosis)한다.

### 어린이의 성장 패턴

연령에 따른 머리 비율의 변화(특히 위턱과 아래턱의 상대적 크기)

## 영장류와 초기 인간

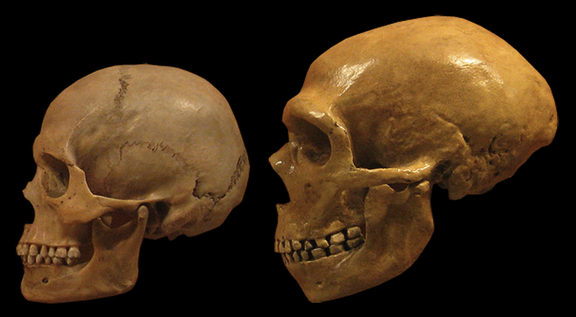
애슐리 몬태규(Ashley Montagu)는 현대인 두개골(왼쪽)이 네안데르탈인 두개골(오른쪽)보다 더 유생연장화되었다고 말했다.

## 같이 보기
- 유생연장